# Martin Marić
Martin Marić (Beograd, 19. travnja 1984.), hrvatski atletičar.
Natjecao se na Olimpijskim igrama 2008. u bacanju diska, a osvojio je 29. mjesto. U istoj je disciplini na OI 2012. osvojio 17. mjesto.
Na Mediteranskim igrama 2013. je osvojio zlatnu medalju u bacanju diska.
Član je splitskog ASK-a.